# Stanislav Tecl
Stanislav Tecl (* 1. září 1990, Jindřichův Hradec, Československo) je český fotbalový útočník a reprezentant, od ledna 2017 hráč českého klubu SK Slavia Praha, od léta 2017 na hostování v mužstvu FK Jablonec. V lednu se vrátil zpět do Slavie. Svůj poslední zápas v klubu SK Slavia Praha odehrál dne 26. května 2024, v zápasu hrál celkem 8 minut. Šestkrát byl mistrem české nejvyšší fotbalové ligy. 
Dne 25. prosince 2016 se mu narodil syn Matěj.

## Klubová kariéra
Stanislav Tecl s fotbalem začínal v Herálci. Poté působil v letech 1998–2001 v mládežnických týmech v Humpolci, odkud v roce 2000 přestoupil do Havlíčkova Brodu.

### FC Vysočina Jihlava
Od roku 2002 působil v FC Vysočina Jihlava. V lednu 2010 odešel hostovat do SK Slavia Praha, ale v týmu nedostal pořádnou šanci a vrátil se do Jihlavy.
Hned v prvním ligovém kole 2012/13 Gambrinus ligy 30. července 2012 se prosadil z pokutového kopu v divokém utkání proti domácí Slavii Praha (remíza 3:3). V 6. ligovém kole sezóny 2012/13 (2. září 2012) hostila FK Mladá Boleslav doma Jihlavu, Stanislav Tecl se podílel 2 góly na výhře hostů 3:1. V 7. ligovém kole hrála Jihlava doma proti Baníku Ostrava, Tecl se gólem podílel na výhře 3:2, když ve 26. minutě vyrovnával na 1:1. Byl to jeho šestý gól v sezóně, čímž se osamostatnil na čele ligových střelců (Jihlava zároveň zůstala po 7. kole jediným neporaženým týmem a posunula se na 5. místo průběžné tabulky). Sedmý gól přidal hned v následujícím 8. kole proti domácí Zbrojovce Brno, ale na bodový zisk to nestačilo, Jihlava podlehla mužstvu z moravské metropole 1:5. Po jednom góle přidal i v 9. kole proti Příbrami (výhra 2:1) a v 10. kole proti Teplicím (prohra 1:3). Po 10. kole měl na kontě 9 branek a společně s jabloneckým Davidem Lafatou vedl tabulku střelců Gambrinus ligy. Desátý zásah si připsal v domácím zápase 11. kola 20. října proti Spartě Praha, ve 31. minutě vyrovnával na konečných 1:1. Gól platil, ačkoli jihlavský kanonýr jej vstřelil z ofsajdu. Ještě před poločasovou přestávkou se zranil při souboji ve vzduchu s protihráčem Jiřím Jarošíkem, vyšetření prokázalo poškozené vazy v kotníku. Hráč se vyjádřil, že do konce podzimní části sezóny 2012/13 už pravděpodobně na hřiště nenastoupí.

### SK Slavia Praha (hostování)
V lednu 2010 odešel na půlroční hostování do klubu SK Slavia Praha. Poprvé nastoupil 29. března proti domácímu Baníku Ostrava, který Slavii porazil 3:1. Poté odehrál 12. dubna zápas proti domácí Spartě (prohra 0:1), 25. dubna proti domácí Olomouci (prohra 1:3) a 8. května domácí utkání proti Jablonci (prohra 0:3). Stanislav Tecl zažil ve slávistickém dresu pouze prohry. Na konci sezóny se vrátil do Jihlavy.

### FC Viktoria Plzeň
V lednu 2013 se rozhodl přijmout nabídku Plzně, kde začal zimní přípravu. Kluby zahájily jednání o přestupu a dohodly se na částce 20 milionů Kč.

#### Sezóna 2012/13
V přípravném zápasu začátkem ledna 2013 proti divizní Doubravce se trefil poprvé po přestupu z Jihlavy v novém mužstvu, Plzeň zvítězila vysoko 7:1. 3. února 2013 během soustředění na Kypru vstřelil dva góly v přípravném utkání proti ruskému celku FK Lokomotiv Moskva a navíc vybojoval pokutový kop, Plzeň zvítězila v divokém zápase 5:3. První ostrý start absolvoval v úvodním zápase Plzně 14. února 2013 v jarní vyřazovací části Evropské ligy 2012/13 v šestnáctifinále proti domácímu italskému mužstvu SSC Neapol. Ve druhém poločase proměnil gólovou šanci na hranici ofsajdové pasti po přistrčení Martina Filla, v 90. minutě tak stanovil konečný výsledek 3:0 pro hosty.
Týden nato opět skóroval v odvetě a stvrdil postup Plzně do osmifinále Evropské ligy výhrou 2:0. V osmifinále zasáhl do domácího utkání proti tureckému celku Fenerbahçe Istanbul, Plzeň poprvé v tomto ročníku Evropské ligy prohrála doma (0:1). Střídal i 14. března v odvetě v Istanbulu, Viktoria remizovala 1:1 a vypadla z Evropské ligy. Sezónu 2012/13 Gambrinus ligy završil ziskem ligového titulu, přestože se gólově neprosadil ani v jednom ze 14 ligových startů za Viktorii. Plzeň porazila 1. června v posledním 30. kole sestupující FC Hradec Králové 3:0 a udržela si dvoubodový náskok před největším konkurentem Spartou Praha.

#### Sezóna 2013/14
V 1. ligovém kole Gambrinus ligy 2013/14 19. července 2013 se brankou z pokutového kopu podílel na kanonádě 5:0 proti Bohemians 1905. Byl to jeho první gól v lize za Plzeň. První ligový gól ze hry vstřelil 24. srpna 2013 v 6. kole proti domácímu Slovácku. V utkání jeden gól vstřelil a další vypracoval, Plzeň vyhrála 3:1. 1. listopadu 2013 vstřelil dva góly při ligové výhře Plzně 6:1 nad hostujícím Jabloncem. 22. listopadu 2013 se dvěma vstřelenými góly podílel na vítězství Plzně 3:1 nad domácí Zbrojovkou Brno. Po střeleckém soužení v závěru předchozí a v začátku této sezóny se chytil a začínal v utkání jako první útočník. V prvním jarním zápase Viktorie 23. února 2014 proti FC Baník Ostrava zajistil dvěma góly výhru 2:1. V ročníku 2013/14 obsadil s Plzní druhé místo v české lize i národním poháru.
V domácí odvetě třetího předkola Ligy mistrů 2013/14 7. srpna 2013 proti estonskému celku JK Nõmme Kalju vstřelil jednu branku, Plzeň porazila soupeře vysoko 6:2 a postoupila do 4. předkola. Trefil se i v odvetě play-off předkola proti domácímu slovinskému týmu NK Maribor, kde jedinou brankou rozhodl o vítězství Plzně, Viktoria postoupila do základní skupiny Ligy mistrů. V ní se také představil, viktoriáni se střetli s německým Bayernem Mnichov, anglickým Manchesterem City a ruským CSKA Moskva. 27. listopadu 2013 vstřelil v Lize mistrů proti Manchesteru City gól na 2:2, ale Plzeň si odvezla z Anglie porážku 2:4. V prvním zápase šestnáctifinále Evropské ligy 20. února 2014 proti FK Šachtar Doněck se také jednou gólově prosadil, Plzeň ale náskok neudržela a remizovala 1:1. 20. března 2014 v odvetě osmifinále Evropské ligy proti francouzskému týmu Olympique Lyon opět skóroval, Plzeň zvítězila 2:1, ale vzhledem k porážce 1:4 z prvního duelu byla vyřazena. Tecl navíc v utkání neproměnil pokutový kop, nastřelil pouze tyč.

#### Sezóna 2014/15
19. října 2014 v 11. ligovém kole zařídil hattrickem výhru Plzně 3:0 proti FK Mladá Boleslav. Dvě kola před koncem ročníku 2014/15 získal s mužstvem mistrovský titul.

### FK Baumit Jablonec
Dne 17. června 2015 přestoupil spolu se spoluhráčem z Plzně útočníkem Tomášem Wágnerem do týmu FK Baumit Jablonec, kde podepsal tříletou smlouvu do 30. června 2018. Opačným směrem odešel Jan Kopic. Podrobnosti transakce včetně ceny, nebyly oběma kluby blíže komentovány. Za své působení v Jablonci (do zimní přestávky sezóny 2016/17 ePojisteni.cz ligy) dokázal vstřelit 11 branek ve 34 ligových startech.

### SK Slavia Praha
25. ledna 2017 přestoupil do týmu SK Slavia Praha, cena transakce byla odhadnuta na 15 milionů korun. Ve Slavii už působil, coby devatenáctiletý talent na jaře 2010, ale nastoupil jen ve čtyřech ligových zápasech a nedal ani jeden gól.
V sezóně 2016/17 získal se Slavií titul mistra nejvyšší české soutěže. Ve finále poháru FAČR hraném 9. května 2018 pomohl Slavii dvěma brankami do jablonecké sítě k výhře 3:1 a zisku první domácí pohárové trofeje od roku 2002.

### FK Jablonec (hostování)
V letním přestupovém období roku 2017 stál o jeho služby formou hostování FC Fastav Zlín, vítěz MOL Cupu 2016/17 a účastník základní skupiny Evropské ligy UEFA 2017/18, hráč však upřednostnil hostování v FK Jablonec, kde v minulosti působil.

### SK Slavia Praha
Po návratu do Slavie získal další dva mistrovské tituly a jeden domácí pohár.

## Klubové statistiky
Aktuální k 30. 8. 2020.
| Sezóna  | Klub                    | Soutěž             | Zápasy | Góly |
| ------- | ----------------------- | ------------------ | ------ | ---- |
| 2008/09 | FC Vysočina Jihlava     | 2. liga            | 6      | 1    |
| 2009/10 | FC Vysočina Jihlava     | 2. liga            | 16     | 5    |
| 2009/10 | SK Slavia Praha (host.) | Gambrinus liga     | 4      | 0    |
| 2010/11 | FC Vysočina Jihlava     | 2. liga            | 27     | 10   |
| 2011/12 | FC Vysočina Jihlava     | 2. liga            | 28     | 12   |
| 2012/13 | FC Vysočina Jihlava     | Gambrinus liga     | 11     | 10   |
| 2012/13 | FC Viktoria Plzeň       | Gambrinus liga     | 14     | 0    |
| 2013/14 | FC Viktoria Plzeň       | Gambrinus liga     | 29     | 12   |
| 2014/15 | FC Viktoria Plzeň       | Synot liga         | 18     | 5    |
| 2015/16 | FK Baumit Jablonec      | Synot liga         | 26     | 7    |
| 2016/17 | FK Baumit Jablonec      | ePojisteni.cz liga | 8      | 4    |
| 2016/17 | SK Slavia Praha         | ePojisteni.cz liga | 11     | 2    |
| 2017/18 | SK Slavia Praha         | HET liga           | 11     | 3    |
| 2017/18 | FK Baumit Jablonec      | HET liga           | 13     | 8    |
| 2018/19 | SK Slavia Praha         | Fortuna:liga       | 10     | 3    |
| 2019/20 | SK Slavia Praha         | Fortuna:liga       | 23     | 3    |
| 2020/21 | SK Slavia Praha         | Fortuna:liga       | 2      | 3    |

## Reprezentační kariéra

### Mládežnické reprezentace
Stanislav Tecl nastoupil za českou reprezentaci do 18 let (U18) ve 3 zápasech a za U19 ve 2 zápasech, gól nevstřelil.
Dne 25. dubna 2012 si v přátelském zápase v Senci proti domácímu Slovensku odbyl debut za reprezentaci U21, utkání skončilo vítězstvím českého celku 2:1. Navíc jej trenér Jakub Dovalil nominoval i na kvalifikační zápasy s Černou Horou a v Andoře, nicméně nastoupil až 10. září 2012, kdy vstřelil 2 góly Walesu v posledním utkání českého celku v kvalifikaci na Mistrovství Evropy hráčů do 21 let 2013. Byly to zároveň jeho první góly v reprezentační jedenadvacítce. Zápas skončil jasným vítězstvím České republiky 5:0, ta postoupila z prvního místa do baráže o Mistrovství Evropy U21 2013 konané v Izraeli. ČR se na závěrečný šampionát neprobojovala, v baráži vypadla s Ruskem po prohře 0:2 doma a remíze 2:2 venku. 
Bilance v mládežnických reprezentacích:
- reprezentace do 18 let: 3 utkání (2 výhry, 1 prohra), 0 vstřelených gólů
- reprezentace do 19 let: 2 utkání (2 prohry), 0 vstřelených gólů
- reprezentace do 21 let: 5 utkání (2 výhry, 2 remízy, 1 prohra), 2 vstřelené góly

### A-mužstvo
Začátkem února 2013 jej trenér Michal Bílek poprvé nominoval do českého národního mužstva pro přátelský zápas s Tureckem. Do zápasu hraného 6. února 2013 v Manise nastoupil ve druhém poločase (střídal v 63. minutě Davida Lafatu), Česká republika zvítězila 2:0.
Dne 6. září 2020 dostal další pozvánku do českého národního týmu na zápas Ligy národů proti Skotsku. K tomu mu napomohla i nucená karanténa prvního týmu, který odehrál zápas se Slovenskem.

### Reprezentační góly
Góly Stanislava Tecla v české reprezentaci do 21 let
| Gól | Datum       | Stadion                                 | Soupeř | Skóre (min) | Výsledek | Soutěž                      |
| --- | ----------- | --------------------------------------- | ------ | ----------- | -------- | --------------------------- |
| 1   | 10. 9. 2012 | Chance Arena, Jablonec nad Nisou, Česko | Wales  | 4:000(73.)  | 5:0      | kvalifikace na ME "21" 2013 |
| 2   | 10. 9. 2012 | Chance Arena, Jablonec nad Nisou, Česko | Wales  | 5:000(79.)  | 5:0      | kvalifikace na ME "21" 2013 |

### Reprezentační zápasy a góly
Zápasy Stanislava Tecla v A-mužstvu české reprezentace 
| 2013               | 1 | 0 |
| 2014               | 1 | 0 |
| 2018               | 3 | 0 |
| 2020               | 1 | 0 |
| 2021               | 3 | 0 |
| Celkem             | 9 | 0 |
| Platí k 8. 9. 2021 |   |   |